# هپاتکتومی
هپاتکتومی (به انگلیسی: Hepatectomy) یا کبد برداری به عمل جراحی برداشتن (حذف) تمام یا قسمتی از کبد گفته می‌شود. این عبارت همچنین برای حذف کبد در حین پیوند کبد به کار می‌رود.

## ریشه شناسی
کلمه هپاتکتومی (Hepatectomy) اشتقاقی از زبان یونانی و لاتین است. در زبان لاتین کلمه hēpaticus به معنای کبد است و ectomy- که از زبان یونانی می‌آید(ektomē) به معنای حذف کردن می‌باشد.

## تاریخچه
اولین هپاتکتومی توسط Ichio Honjo (دانشگاه کیوتو) در سال ۱۹۴۹ میلادی به انجام رسید. و Jean-Louis Lortat-Jacob در سال ۱۹۵۲ میلادی خانم ۵۸ ساله‌ای که با تشخیص سرطان کولون در بیمارستان بستری شده بود و دارای متاستاز به کبد بود را مورد عمل قرار داد.

## اندیکاسیون‌ها
بیشترین هپاتکتومی‌ها برای درمان نئوپلاسم کبدی؛ چه به صورت خوش‌خیم و چه بد خیم مورد استفاده قرار می‌گیرد.
نئوپلاسم‌های کبدی خوش‌خیم شامل آدنوم هپاتوسلولار، همانژیوم، هیپرپلازی کانونی ندولر می‌باشد.
شایع‌ترین نئوپلاسم‌های (سرطان) بد خیم کبدی شامل متاستاز به کبد می‌باشد، که بیشتر متاستازها مربوط به سرطان روده بزرگ است. رایج‌ترین سرطان کبد اولیه از نوع کارسینوم هپاتوسلولار می‌باشد.

هپاتکتومی همچنین برای درمان سنگ کیسه صفرا یا انگل داخل کیست کبدی به انجام می‌رسد.

## تشخیص و مراقبت‌های قبل از عمل
سرطان کبد با نیاز به هپاتکتومی از روش‌های زیر تشحیص داده می‌شود:
- معاینه بالینی
- آزمایش خون
- سی تی اسکن
- سونوگرافی
- ام آر آی (تصویربرداری رزونانس مغناطیسی)
- آنژیوگرام
- بیوپسی یا نمونه برداری[۳]

## تکنیک جراحی
عمل جراحی هپاتکتومی یکی از اعمال بزرگ یا ماژور می‌باشد که زیر بیهوشی عمومی به انجام می‌رسد.
این عمل به صورت لاپاراتومی انجام می‌شود. به‌طور معمول برش دو طرفه زیر دندهای یا شورون (chevron) مورد استفاده می‌گیرد و ممکن است به خط وسط گسترش یابد (برش Calne یا مرسدس بنز).
ممکن است هپاتکتومی به صورت آناتومیکی باشد یعنی خطوط برش مطابق با یک یا چند قسمت از بخش‌های عملکردی کبد باشد (رجوع شود به آناتومی کبد) یا به صورت غیر آناتومیکی یا غیر منظم.
هپاتکتومی آناتومیکی به‌طور معمول ترجیح داده می‌شود زیرا در آن درصد خونریزی و فیستولهای صفراوی کمتر است، البته هپاتکتومی غیر آناتومیکی نیز می‌توند به خوبی نوع آناتومیکی باشد.
در طول هپاتکتومی جهت کاهش خونریزی از مانور پرینگل (Pringle manoeuvre) استفاده می‌شود، با این حال این می‌تواند منجر به آسیب برقراری مجدد جریان خون در کبد به علت ایسکمی شود.

## مراقبت‌های بعد از عمل
بعد از هپاتکتومی فرایند بهبود آغاز می‌شود. زمان مورد نیاز بستگی به شرایط بیمار دارد و از بیماری به بیمار دیگر متفاوت است.
بیماران در روزهای ابتدایی بعد از جراحی درد را تجربه می‌کنند و به این منظور از داروهای ضد درد استفاده می‌شود. بیمار برای مدتی دچار خستگی یا ضعف است و همچنین اسهال بوده و احساس پری در شکم می‌کند. بیمار باید از نظر خونریزی، عفونت، نارسایی کبد، یا مشکلات دیگر تحت مراقبت قرار گیرد تا در صورت بروز مشکل اقدامات پزشکی فوری به انجام برسد.

بعد از هپاتکتومی توتال و بعد از پیوند کبد بیمار به‌طور معمول برای چند هفته در بیمارستان تحت مراقبت قرار می‌گیرد.
بیمار گیرنده کبد در طول این مدت تحت نظارت کامل تیم پزشکی است و داروهایی جهت جلوگیری از رد پیوند دریافت می‌نماید که ممکن است باعث پف صورت، فشار خون بالا یا افزایش موهای بدن شوند.

## عوارض و خطرات احتمالی
- خونریزی
- فیستول صفراوی
- عفونت
- نارسایی کبد در بیماران مبتلا به بیماری زمینه‌ای کبدی

عوارض ریوی از جمله:
- آتلکتازی
- افیوژن پلور